# Listă de actrițe - F
|  | Listă de actrițe \| \| Listă de actrițe - F \| Liste alfabetice de actori și actrițe \| Listă de actori A - B - C - D - E - F - G - H - I - J - K - L - M - N - O - P - Q - R - S - T - U - V - W - X - Y - Z |

## Actrițe - F
| - Morgan Fairchild (* 1950) - Frances Farmer (1913 - 1970) - Glenda Farrell (1904 - 1971) - Mia Farrow (* 1945) - Farrah Fawcett (1947 - 2009) - Alice Faye (1915 - 1998) - Maria Felix (1914 - 2002) - Edwige Fenech (* 1948) - Rosemarie Fendel (1927-2013) - Elsie Ferguson (1883 - 1961) - Veronica Ferres (* 1965) - Betty Field (1918 - 1973) - Sally Field (* 1946) - Shirley Ann Field (* 1938) | - Gracie Fields (1898 - 1979) - Heli Finkenzeller (1914 - 1991) - Linda Fiorentino (* 1960) - Sabine Fischmann (* 1974) - Carrie Fisher (1956-2016) - Geraldine Fitzgerald (1913-2005) - Rhonda Fleming (1923-2020) - Bettina Fless (1961-2007) - Louise Fletcher (1934-2022) - Elisabeth Flickenschildt (1905 - 1977) - Katja Flint (* 1959) - Calista Flockhart (* 1964) - Ulrike Folkerts (* 1961) - Bridget Fonda (* 1964) | - Jane Fonda (* 1937) - Joan Fontaine (1917 - 2013) - Lynn Fontanne (1887 - 1983) - Claire Forlani (* 1972) - Brigitte Fossey (* 1946) - Jodie Foster (* 1962) - Emilia Fox (* 1974) - Sidney Fox (1907 - 1942) - Pia Frankenberg (* 1957) - Kathleen Freeman (1923 - 2001) - Fréhel (1891 - 1951) - Cornelia Froboess (* 1943) - Soleil Moon Frye (* 1976) - Ilse Fürstenberg (1907 - 1976) |

## Actori
|  | Listă de actori \| \| Listă de actrițe \| Liste alfabetice de actori și actrițe \| Listă de actori A - B - C - D - E - F - G - H - I - J - K - L - M - N - O - P - Q - R - S - T - U - V - W - X - Y - Z |